# Марша Томасън
Марша Томасън (на английски: Marsha Thomason; родена в Манчестър на 19 януари 1976 г.) е британска актриса.
Позната е с ролите си на Неса Холт в сериала „Лас Вегас“ и Наоми Дорит в „Изгубени“.

## Филмография

### Филми
- „Черният рицар“ – 2001
- „Привидения в замъка“ – 2003
- „Синьо увлечение 2: Рифът“ – 2009

### Телевизия
- „Лас Вегас“ – 2003-2005
- „Кейн“ – 2007
- „Изгубени“ – 2007-2009
- „До живот“ – 2008
- „Окръжна болница“ – 2009
- „Престъпления от класа“ – 2009-2014

## Личен живот
На 5 април 2009 г. се омъжва за Крейг Сайкс, който е техник по осветлението.